# キリル・トゥマノフ
キリル・リヴォヴィチ・トゥマノフ（ロシア語: Кири́лл Льво́вич Тума́нов、英語: Cyril Leo Toumanoff、1913年10月13日 – 1997年2月4日）は、ロシア帝国出身、アメリカ合衆国の歴史学者、系譜学者。南コーカサス史、特に中世のジョージア、アルメニア、イラン、そしてビザンツ帝国の歴史と系図研究を専門とした。中世のコーカサスの歴史に関する西洋最大の研究者であり、トゥマノフの業績はその後のコーカサス研究に多大な影響を与えた。

## 家系
キリル・トゥマノフは1913年、ロシア帝国のサンクトペテルブルクにて、ロシア軍将校リヴァ・トゥマノフ (Льва Туманова) の家庭に生まれた。父のリヴァ・トゥマノフはアルメニア系ジョージアのタヴァディ（大領主）であるトゥマニシヴィリ家の血筋であった。さらにその祖先はキリキア・アルメニア王国に住んでおり、15世紀にかつての故郷であるコーカサスへ再び移住した。この家は、1783年にカルトリ＝カヘティ王エレクレ2世とロシア皇帝エカチェリーナ2世の間でゲオルギエフスク条約が調印された際の、条約に附随するジョージア貴族の一覧にも記載されていた。1850年12月6日、トゥマニシヴィリ家はロシア帝国のジョージア貴族として正式に登録され、クニャージ（公）のトゥマノフ家 (Туманов) と認められた。またキリル・トゥマノフの母親エリザヴェータ・ジダーノワ (Елизавета Жданова) はロシア貴族の家系であり、西ヨーロッパの貴族と系図上の関係を持つ。

## 生涯
1917年、キリル・トゥマノフの両親は十月革命の騒乱に遭い、ペトログラードからアストラハンへと逃れた。アストラハンには母エリザヴェータの両親が住んでおり、キリル・トゥマノフはアストラハンにおいて1918年2月まで祖父母からの保護も受けた。ロシア内戦中、父レフ・トゥマノフは白軍に参加した。イヴァン・ビリュコーフ少将が率いるアストラハン・コサック軍は白軍の中心の一つとなった。ハストラハン市の労働者兵士代表評議会はボリシェヴィキの支配となり、母エリザヴェータはボリシェヴィキによって殺害された。
白軍が敗れると、トゥマノフ親子はフランスのパリに移住、その後1928年にアメリカへと渡った。キリル・トゥマノフは1931年にレノックス・スクールを卒業し、ハーバード大学に進んだ。指導教員はジョン・コディントンとロバート・ピアポント・ブレイクであり、ともに著名な東洋学者であった。彼らは才能ある若者のためにブリュッセルへの留学資金を援助し、トゥマノフはニコハヨス・アドンツの下でアルメニア学を研究した。トゥマノフはさらにベルリンへの留学資金の支援も受け、ミヘイル・ツェレテリの下でジョージア学を研究した。この間、トゥマノフはローマ・カトリックに改宗し、これにより正教徒であった父親との軋轢が生じた。この不和は1943年まで続き、父親の死床において両者は和解した。
トゥマノフは1942年からジョージタウン大学に勤務。1943年にジョージタウン大学で博士号を取得した。ジョージタウン大学においてトゥマノフは西洋史におけるジョージアとアルメニアの貴族の系譜を研究し、その業績はその後のコーカサス研究に多大な影響を与えた。1970年に歴史学の名誉教授として退職、その後はローマに移った。その後トゥマノフは、ローマにおいて歴史コンサルタントとして働いた。トゥマノフは貴族と王朝に関する研究の第一人者として認められ、マルタ騎士団の団員となった。トゥマノフはマルタ騎士団において、中央政府の上級歴史コンサルタントを務めた。またボヘミアのグランド・プライアとしても認められた。修道会にも携わり、トゥマノフは「キリル師」としても知られた。
1997年、キリル・トゥマノフはローマにおいて83歳で死去した。トゥマノフはローマのヴェラーノ墓地にあるマルタ騎士団の礼拝堂に埋葬された。

## 業績
- (英語) "On the Relationship between the Founder of the Empire of Trebizond and the Georgian Queen Thamar", Speculum 15 (1940).
- (英語) "Medieval Georgian Historical Literature (VIIth-XVth Centuries)", Traditio 1 (1943).
- (英語) "Caesaropapism in Byzantium and Russia," Theological Studies, VII (1946).
- (英語) "The Old Manuscript of the Georgian Annals: The Queen Anne Codex (QA) 1479-1495", Traditio 5 (1947)
- (英語) "The Early Bagratids. remarks in connexion with some recent publications", Le Muséon 62 (1949).
- (英語) "The Fifteenth-Century Bagratids and the institution of Collegial Sovereignty in Georgia", Traditio 7 (1949–1951)
- (英語) "Christian Caucasia between Byzantium and Iran. New light from Old Sources", Traditio 10 (1954).
- (英語) "Moscow the Third Rome: genesis and significance of a politico-religious idea", The Catholic Review 40:4 (1955).
- (フランス語) "La noblesse géorgienne sa genèse et sa structure", Rivista Araldica, Sett (1956).
- (英語) "Chronology of the Kings of Abasgia and Other Problems", Le Muséon 69 (1956)
- (英語) "Caucasia and Byzantine Studies", Traditio 12 (1956)
- (英語) "The Bagratids of Iberia from the Eighth to the Eleventh Century", Le Muséon 74 (1961)
- (英語) "The dates of the Pseudo-Moses of Chorence", Handes Amsorya 75 (1961)
- (英語) Studies in Christian Caucasian History (Georgetown University Press, 1963).
- (英語) "Armenia and Georgia", in The Cambridge Medieval History IV (1966).
- (英語) "Chronology of the Early Kings of Iberia", Traditio 25 (1969).
- (英語) The Order of Malta and the Russian Empire (Rome, 1969) with Olgerd de Sherbowitz-Wetzor.
- (英語) "The Mamikonids and the Liparitids", Armeniaca Venise (1969).
- (英語) "The Third-Century Armenian Arsacids: A chronological and Genealogical Commentary", Revue des Études Arméniennes 6 (1969): 233-281.
- (英語) "Caucasia and Byzantium", Traditio 27 (1971)
- (フランス語) "L’Ordre de Malte dans l’Empire de Russie : Grand-Prieuré Catholique de Russie", Rivista Araldica (maggio-giugno 1973)
- (フランス語) Manuel de généalogie et de chronologie pour l’histoire de la Caucasie chrétienne (Arménie, Géorgie, Albanie) (Rome: Aquila, 1976).
- (フランス語) "Aransahikides ou Haykides? Derniers rois de Siounie", Handes Amsorya (1976)
- (フランス語) Catalogue de la Noblesse titrée de l’Empire de Russie (Rome, 1982).
- (フランス語) Les Maisons Princières Géorgiennes de l’Empire de Russie (Rome, 1983).
- (英語) "The Albanian Royal Succession", Le Muséon 97 (1984).
- (英語) The Social Myth: Introduction to Byzantinism (Rome: Viella, 1984).
- (英語) "Heraclids and the Arsacids", Revue des Études Arméniennes 19 (1985).
- (英語) "Problems of Aransahikid Genealogy", Le Muséon 98 (1985).
- (フランス語) Les dynasties de la Caucasie chrétienne de l’Antiquité jusqu’au XIXe siècle ; Tables généalogiques et chronologiques, *Rome, 1990).